# Lactarius mea
Lactarius mea é um fungo que pertence ao gênero de cogumelos Lactarius na ordem Russulales. Encontrado na Austrália, foi descrito cientificamente por Grgurinovic em 1997.